# Richard Knussert
Richard Knussert (* 6. August 1907 in Donauwörth; † 30. März 1966 in Kempten (Allgäu)) war ein deutscher Lehrer, Gymnasialprofessor und Erforscher römischer Straßen in Schwaben, Tirol, Salzburg und Vorarlberg. Er trat bereits 1931 der NSDAP bei, galt in der Zeit des Nationalsozialismus als loyaler Anhänger des Regimes und schloss sich dem Geniekult um Adolf Hitler an. Er bekleidete ab 1936 den Posten des Gaukulturwarts. Nach Angaben ehemaliger Schüler war er auch nach dem Ende der nationalsozialistischen Diktatur überzeugt von Verschwörungstheorien und dem NS-Kult. Der Stadtrat von Kempten ehrte trotzdem 1973 seine Tätigkeiten mit dem Straßennamen Knussertstraße im Bereich des Lindenbergs (Cambodunum), 2023 wurde diese Straße umbenannt.

## Leben

### Ausbildung
Knussert war der Sohn eines Oberamtsrichters. Er besuchte in Oettingen in Bayern das Alte Gymnasium und später in Neuburg an der Donau das Humanistische Gymnasium. 1926 hatte er sein Abitur abgelegt. Er studierte daraufhin in München und an der Universität von Paris Geschichte, Germanistik und Französisch. Knussert promovierte 1930/31 als Historiker bei Heinrich Günter an der LMU München. Titel seiner Dissertation war „Die deutschen Italienfahrten 951-1220 und die Wehrverfassung.“ Er fasste dabei die bereits verbreiteten Forschungsergebnisse über die Durchführung der Streitkräfte der nach Italien ziehenden Könige zusammen. Es gelang Knussert nicht, „zur Lösung der verfassungsgeschichtlichen Fragen beizutragen.“ In Mühldorf am Inn fing er nach dem Studium als Studienassessor an, später kam er nach Füssen und unterrichtete dort an der Realschule.

### NS-Zeit: Gaupropaganda und Kriegseinsatz
Bereits zum 1. September 1931 trat er in die NSDAP ein (Mitgliedsnummer 621.293). Ab 1. Juli 1936 erhielt er die Position des Gaukulturwarts für den Gau Schwaben. Er ersetzte damit seinen Vorgänger Heinz Zwisler, der sich mit seiner Arbeit Feinde gemacht hatte. Er zeichnete ab da auch für die 1934 eingeführte „Amtliche kulturpolitische Zeitschrift des Gaues Schwaben des NSDAP“ mit dem Namen Schwabenland verantwortlich. In dieser Zeitschrift wurden neben Texten von Adolf Hitler auch Beiträge des Kemptener Historikers und Heimatpflegers Alfred Weitnauer sowie völkisch-antisemitische Texte von Eduard Gebele publiziert. Zu Beginn seiner Amtszeit unterstand er direkt dem Gauleiter des Gaus Schwaben. Nach einer Neustrukturierung kurz nach Amtsantritt 1936 unterstand der Gaukulturwart dem Gaupropagandaamt, gleichzeitig wurde Knussert auch Gauhauptstellenleiter. Er war damit für den bayerisch-schwäbischen Kulturbereich zuständig. Laut der Münchener Historikerin Martina Steber, die sich unter anderem mit Persönlichkeiten der NS-Zeit in Schwaben auseinandersetzte, war Knussert bei Amtseintritt eine eher unbekannte, „blasse“ Persönlichkeit. Knussert publizierte antisemitische Artikel und widmete 1938 ein ganzes Sonderheft dem Thema „Juden in Schwaben“. Bis zur Kriegsmitte war er im Reichspropagandaministerium tätig. Er bewertete in seinem Kompetenzbereich auch Kunstwerke zeitgenössischer Künstler aus seinem Gau, die Adolf Hitler (sogenannte Führerbilder) darstellten. Hierbei bewertete er sehr differenziert und im Vergleich zu anderen Sachverständigen ausführlich. Beispielsweise kritisierte Knussert in einem Schreiben vom 2. Juni 1938 die Arbeit des Schreinermeisters Karl Kraft aus Irsee, der sie aus nationaler Begeisterung erstellte: „[…] Im übrigen wirkt der Kopf des Führers in Anbetracht der Überfüllung des ganzen Bildes zu klein. Wichtig wäre vor allem, dass eine Vereinfachung des Gesamtbildes erfolgt und dass das zu viel an Verzierung beseitigt wird. […]“ Im Rahmen seiner Funktion als Gaukulturwart ehrte er auch Kulturschaffende, die sich gegen Juden und Kranke aussprachen. Im Zweiten Weltkrieg diente er ab 1939 bei der Luftwaffe als Oberfähnrich in Finnland und Lappland bei den Fallschirmjägern, kam in britische Kriegsgefangenschaft, danach folgte die Entnazifizierung. Hierbei erfolgte durch den Entnazifizierungshauptausschuss in Telgte am 18. Dezember 1948 eine Einstufung als Mitläufer.

### Tätigkeiten ab 1945
Er war bis 1950 an der Oberrealschule Kempten tätig, arbeitete dann bis 1957 an der Oberrealschule Hohenschwangau bei Füssen und wechselte schließlich an das Humanistische Gymnasium in Kempten. Von Februar 1958 bis zu seinem Tod war er Vorsitzender des Heimatvereins Kempten. Als Vorsitzender dieses Heimatvereins war er auch Vorstandsmitglied im 1948 gegründeten Heimatbund Allgäu.

### Ableben
Der Historiker verstarb unerwartet am 6. August 1966 auf dem Weg zum Gymnasium. Knussert wurde am 31. März in einer Totenmesse in der Basilika St. Lorenz in Kempten bedacht und am 1. April 1966 auf dem Waldfriedhof in Füssen bestattet. Begleitet wurde die Bestattungszeremonie durch Lehrer und Schüler des Kemptener Gymnasiums sowie durch Persönlichkeiten aus dem Bereich der Heimatschutzbewegung wie Alfred Weitnauer, Josef Rottenkolber und Kornelius Riedmiller. Auch ein Vertreter der Kemptener Ferialverbindung Algovia trug bei der Beerdigung einen letzten Gruß bei.
In einem Nachruf in der jährlichen Publikation Allgäuer Geschichtsfreund des Heimatvereins Kempten äußerte sich der namentlich anonyme Autor zur Tätigkeit Knusserts in den Jahren 1933 bis 1945 nicht. Es wurde lediglich sein Kriegseinsatz in Nordeuropa kurz angeschnitten. In zwei Ausgaben der Tageszeitung Der Allgäuer (seit 1968 Allgäuer Zeitung) wurde seine Lehreraktivität und seine frühgeschichtlichen Forschungen lobend erwähnt. Sein Kriegseinsatz mit der Vergangenheit im Nationalsozialismus blieben unerwähnt.

### Kritisierte Ehrung ab 2018 aufgrund NS-Vergangenheit
Nach dem Geschichtsforscher wurde 1973 auf dem Lindenberg in Kempten der westliche Teil der Ostbahnhofstraße in Knussertstraße ⊙ benannt, was im Juli 2018 eine Gruppe ehemaliger Schüler in einem Schreiben an die Stadt Kempten kritisierte. Knusserts ehemalige Schüler, der Ökonom Georg Karg (Abschlussjahrgang 1961) von der Technischen Universität München und der in Rom studierte Augsburger Theologe Michael Mayr (* 26. Januar 1941; † 8. Dezember 2019), begründeten die Kritik mit seiner Vergangenheit und Funktion im Nationalsozialismus. Zu dieser Gruppe schloss sich auch der Lehrer und Autor Jakob Knab aus Kaufbeuren an.
Knussert soll laut Angaben von Karg und Mayr auch nach 1945 überzeugt von der Größe Adolf Hitlers gewesen sein, was er im Geschichtsunterricht häufig vortrug. Laut diesen späten Kritikern leugnete er als Lehrer den Holocaust und bezeichnete diesen als „üble Propaganda“ der Engländer. Im Geschichtsunterricht verglich Knussert das Dritte Reich mit den Reichen von Karl dem Großen und Napoleon. Auch in diesen Fällen, so Knussert, sei die Größe erst Jahrhunderte danach erkannt worden. Laut Knussert seien auch nur die Sieger des Ersten Weltkriegs schuld am weiteren Weltkrieg in Europa gewesen. So habe Polen mit der britisch-französischen Garantieerklärung das Deutsche Reich absichtlich provoziert, Deutschland habe dann notgedrungen Polen angegriffen. Empört waren die ehemaligen Schüler auch deshalb, weil die Benennung einer Straße in Kempten nach dem Widerstandskämpfer und am Stauffenberg-Attentat auf Hitler beteiligten Alfred Kranzfelder erst 2008 erfolgte, als die Knussertstraße schon lange Bestand hatte.
Im Namen der Stadt Kempten verteidigte Oberbürgermeister Thomas Kiechle (CSU) gegenüber der Süddeutschen Zeitung den Historiker und machte klar, dass man sich von Knussert nicht distanzieren werde. Es gebe „keine belastbaren Anhaltspunkte“, die das Verdienst Knussert schmälern würden. Kiechles Hypothese war, dass wenn man in solchen Fällen Straßen umbenenne, müsste man in Deutschland auch fast alle anderen Straßen mit Personen aus den Jahrgängen 1890 bis 1920 überprüfen.
Jakob Knab hielt diese Aussagen für „geschichtspolitische Schaumschlägerei“. Karg und Mayer haben kommuniziert, dass sie ihre Aussagen über Knussert in einer Versicherung an Eides statt glaubhaft machen wollen. Einige Personen meldeten bereits Unverständnis über das trotzige Verhalten der Stadt. In der Allgäuer Zeitung wurde berichtet, dass sich bei der Stadt ehemalige Schüler meldeten, die die Aussagen von Mayr und Karg als „Lügen“, „besserwissend“ und als „Verunglimpfung von Knussert“ bezeichneten. Laut der Zeitung sollen Mayr und Karg aus ihrem Abschlussjahrgang alleine mit ihren Forderungen sein. Namentlich bekannten sich keine Schüler zu Knussert (Stand: 1. Oktober 2018).
In der Stadtgeschichte wurde bereits früher eine Straßenbenennung nach einem Nationalsozialisten kritisiert. Seit 1973 trug im Stadtzentrum eine Straße den Namen des hochrangigen Wehrmachtsoffiziers Eduard Dietl (General-Dietl-Straße). Erste Proteste kamen 1986 auf, die Umbenennung in Prälat-Götz-Straße erfolgte dennoch erst 1993, nachdem sich die Regierung in Bonn eingeschaltet hatte. Der Stadtrat Klaus Spiekermann (Die Grünen) hatte bereits früh einen Antrag gestellt, der vom damaligen Oberbürgermeister Josef Höß (CSU) mit der Aussage „Wer gibt ihnen die Selbstgerechtigkeit, diesen Mann aus dem Gedächtnis tilgen zu wollen? Man könnte Angst bekommen, wenn Leute ihrer Gesinnung etwas Entscheidendes zu sagen hätten.“ abgelehnt wurde.
Anfang 2023 beschloss der Stadtrat die Umbenennung der Straße in Franz-Sperr-Straße, weil Knussert klar dem Nationalsozialismus anhing. Der Namensgeber für den neuen Straßennamen ist der Widerstandskämpfer Franz Sperr, welcher von den Nationalsozialisten zum Tode verurteilt und gehängt wurde.

## Werke (Auswahl)
Der Historiker befasste sich überwiegend mit Römerstraßen. Zu seinen Kernarbeiten gehört die Erforschung der römischen Queralpenstraße von Bregenz nach Innsbruck. In der Mitteilung über das Ableben wurde mitgeteilt, dass er mit zahlreichen Ausgrabungen „hier die Schüler des Humanistischen Gymnasiums für die Pflege des Heimatgedankens“ begeistert hat.
- Das Füssener Land in früher Zeit. Verlag des Heimatpflegers von Schwaben, Kempten 1955.
- Die deutschen Italienfahrten 951-1220 und die Wehrverfassung. Oettingen in Bayern 1931.